# Busur
Busur (en serbe cyrillique : Бусур) est une localité de Serbie située dans la municipalité de Petrovac na Mlavi, district de Braničevo. Au recensement de 2011, elle comptait 1 013 habitants.
Busur, officiellement classé parmi les villages de Serbie, est situé à 15 km au sud de Petrovac na Mlavi.

## Démographie

### Évolution historique de la population
| 1948  | 1953  | 1961  | 1971  | 1981  | 1991  | 2002  | 2011  |
| ----- | ----- | ----- | ----- | ----- | ----- | ----- | ----- |
| 1 699 | 1 839 | 1 841 | 1 776 | 1 730 | 1 704 | 1 171 | 1 013 |

|  |